# Катерина Відьяукс
Катерина Відьяукс Лопез (ісп. Katerina Vidiaux López; нар. 9 червня 1987, Ольгін, провінція Ольгін) — кубинська борчиня вільного стилю, триразова срібна та триразова бронзова призерка Панамериканських чемпіонатів, чемпіонка та срібна призерка Панамериканських ігор, бронзова призерка Центральноамериканських і Карибських ігор, учасниця Олімпійських ігор.

## Біографія
Боротьбою почала займатися з 2009 року. Виступає за Національний борцівський клуб Куби. З 2011 року тренується під керівнцтвом Еліо Гарравая.

## Спортивні результати на міжнародних змаганнях

### Виступи на Олімпіадах
| Змагання                    | Збірна | Вагова категорія | Місце |
| --------------------------- | ------ | ---------------- | ----- |
| Літні Олімпійські ігри 2012 | Куба   | 63 кг            | 8     |

### Виступи на Чемпіонатах світу
| Змагання                        | Збірна | Вагова категорія | Місце |
| ------------------------------- | ------ | ---------------- | ----- |
| Чемпіонат світу з боротьби 2010 | Куба   | 63 кг            | 5     |
| Чемпіонат світу з боротьби 2013 | Куба   | 63 кг            | 16    |
| Чемпіонат світу з боротьби 2015 | Куба   | 63 кг            | 11    |

### Виступи на Панамериканських чемпіонатах
| Змагання                                   | Збірна | Вагова категорія | Місце  |
| ------------------------------------------ | ------ | ---------------- | ------ |
| Панамериканський чемпіонат з боротьби 2009 | Куба   | 63 кг            | Срібло |
| Панамериканський чемпіонат з боротьби 2010 | Куба   | 63 кг            | Срібло |
| Панамериканський чемпіонат з боротьби 2011 | Куба   | 63 кг            | Бронза |
| Панамериканський чемпіонат з боротьби 2013 | Куба   | 63 кг            | Срібло |
| Панамериканський чемпіонат з боротьби 2014 | Куба   | 63 кг            | Бронза |
| Панамериканський чемпіонат з боротьби 2016 | Куба   | 63 кг            | Бронза |

### Виступи на Панамериканських іграх
| Змагання                  | Збірна | Вагова категорія | Місце  |
| ------------------------- | ------ | ---------------- | ------ |
| Панамериканські ігри 2011 | Куба   | 63 кг            | Золото |
| Панамериканські ігри 2015 | Куба   | 63 кг            | Срібло |

### Виступи на Центральноамериканських і Карибських іграх
| Змагання                                     | Збірна | Вагова категорія | Місце  |
| -------------------------------------------- | ------ | ---------------- | ------ |
| Центральноамериканські і Карибські ігри 2014 | Куба   | 63 кг            | Бронза |

### Виступи на інших змаганнях
| Змагання                                                             | Збірна                  | Вагова категорія | Місце  |
| -------------------------------------------------------------------- | ----------------------- | ---------------- | ------ |
| Олімпійський кваліфікаційний турнір з вільної боротьби 2012          | Куба (Кіссіммі-Орландо) | 63 кг            | Срібло |
| Cerro Pelado International 2013                                      | Куба                    | 63 кг            | Золото |
| Кубок Гранми 2014                                                    | Куба                    | 63 кг            | Бронза |
| Олімпійський кваліфікаційний турнір з вільної боротьби 2016 (Фріско) | Куба                    | 63 кг            | Бронза |
| Золотий Гран-прі з боротьби 2016                                     | Куба                    | 63 кг            | 11     |